# Kamasse
Cet article concerne la langue kamasse. Pour le peuple kamasse, voir Kamasses.
Le kamasse est une langue samoyède de la famille des langues ouraliennes. La langue était parlée au Sud-Est et à l'Est de Krasnoïarsk.
La langue s'est éteinte en 1989, remplacée par le khakasse ou le russe.

## Histoire de la langue
La langue était parlée par deux populations samoyèdes : les Kamasses et les Koibals. Au XVIIe siècle, les premiers étaient au nombre de 400.
À l'époque de la première guerre mondiale, 15 familles kamasses vivaient encore dans le village d'Abalakovo, à 100 kilomètres au Sud-Est de Krasnoïarsk. Malgré la russification, 8 personnes connaissaient encore la langue kamasse.
C'est dans ce même village, que, le 20 septembre 1989, s'éteignait Klavdiïa Zakharovna Plotnikova, dernière locutrice du kamasse.

## Sources
- (ru) E.A. Xeлимский, 2000, Очерк истории caмодийскиx народов, in Компаративистика, уралистика, pp. 26-40, Moscou, Iazyki Russkoï Kul'tury  (ISBN 5-7859-0157-9)